# Noisy-Rudignon
Noisy-Rudignon ist eine französische Gemeinde mit 592 Einwohnern (Stand: 1. Januar 2022) im Département Seine-et-Marne in der Region Île-de-France. Sie gehört zum Arrondissement Provins und zum Kanton Nemours. Die Einwohner werden Nantelliens beziehungsweise Nantelliennes genannt.

## Geographie
Noisy-Rudignon liegt sechseinhalb Kilometer südlich von Montereau-Fault-Yonne.
| Ville-Saint-Jacques | Varennes-sur-Seine | Esmans          |
|                     | Kompass            |                 |
| Dormelles           | Flagy              | Thoury-Férottes |

## Sehenswürdigkeiten
- Kirche Sainte-Barbe (siehe auch: Liste der Monuments historiques in Noisy-Rudignon)

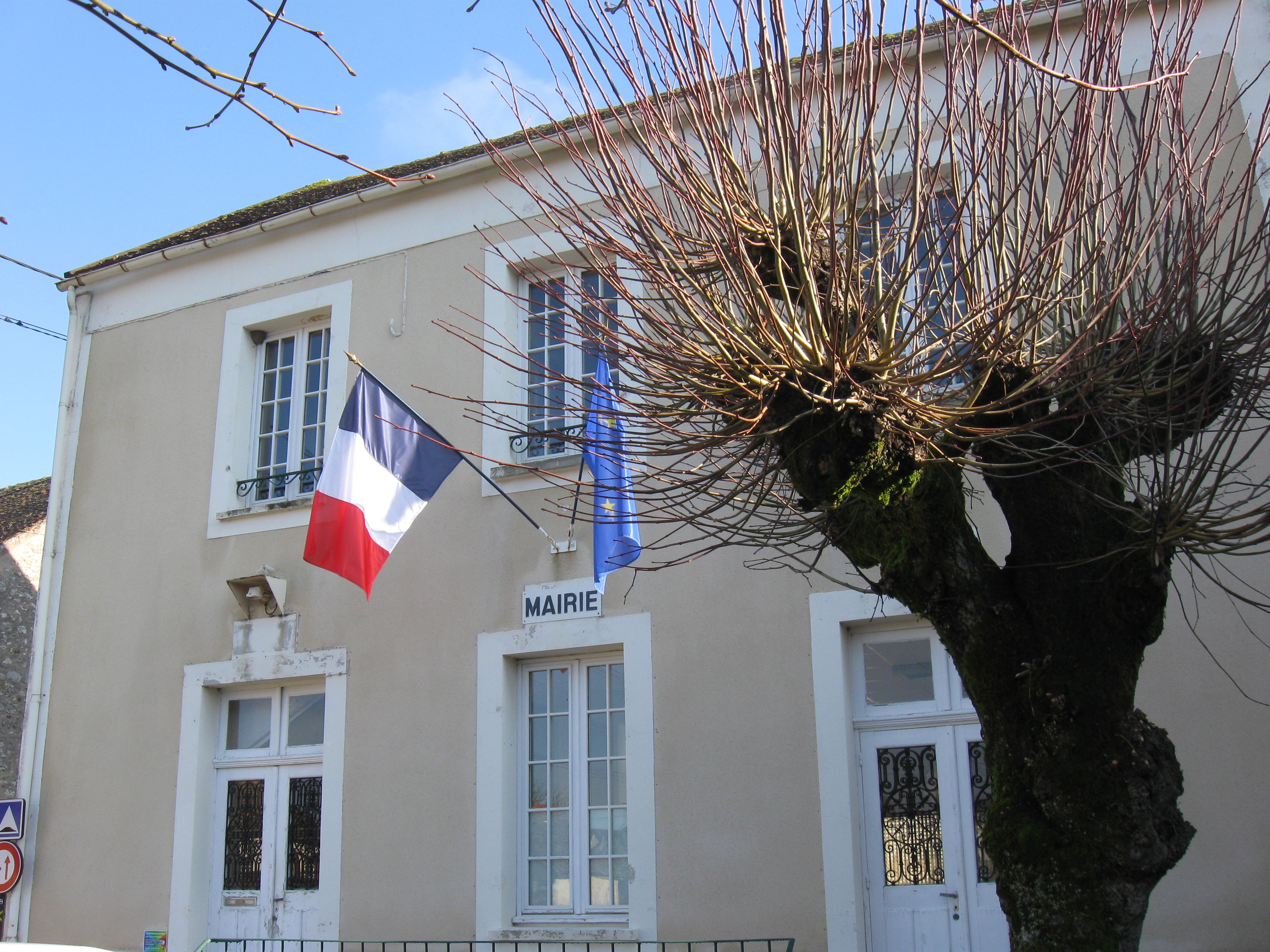
Rathaus
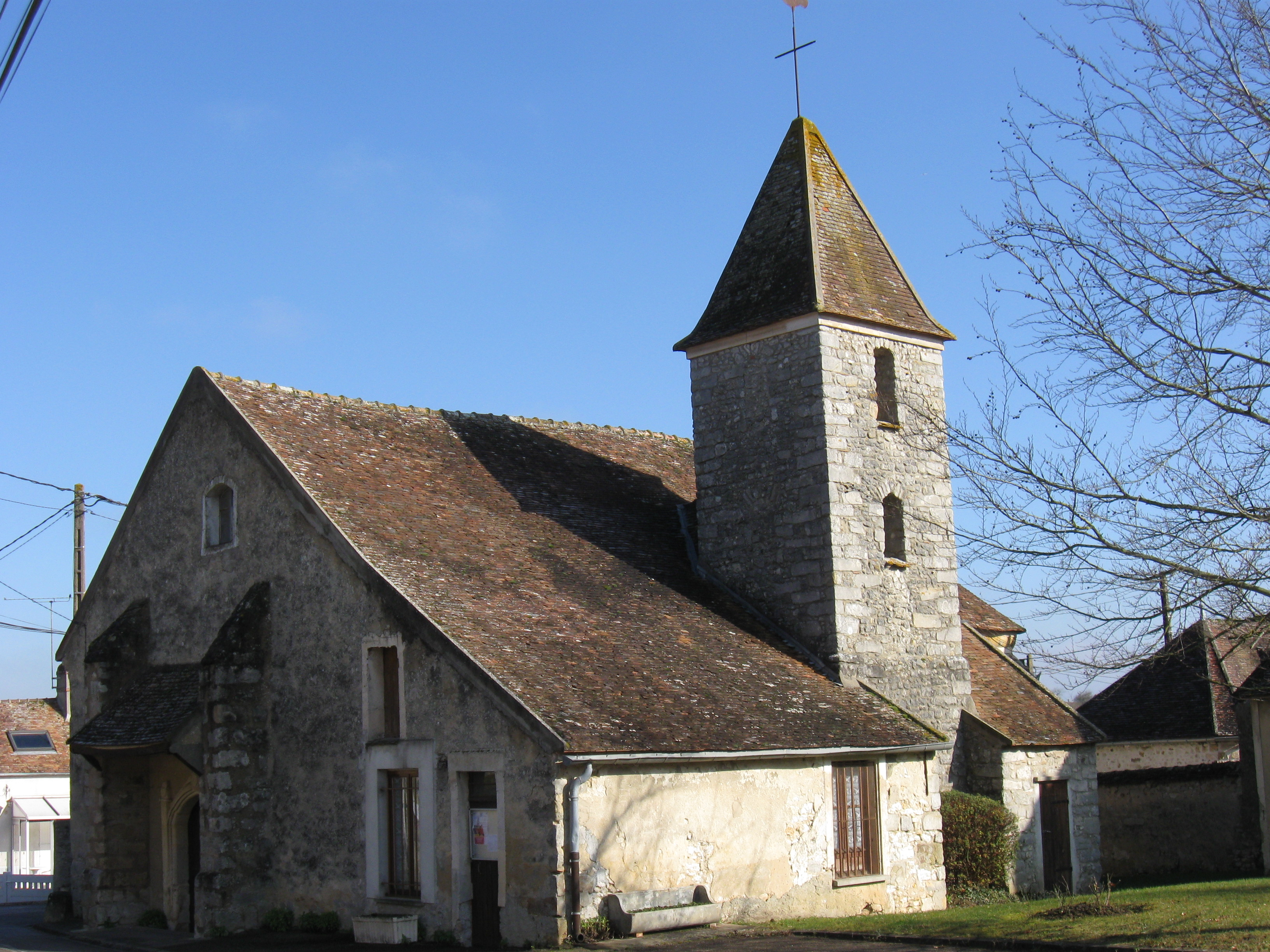
Kirche Sainte-Barbe